# Свято-Николаевский монастырь (Мукачево)
Мукачевский Свято-Николаевский монастырь (укр. Мукачівський Свято-Миколаївський монастир) — православный женский монастырь Мукачевской и Ужгородской епархии Украинской православной церкви, расположенный на Чернечьей горе в городе Мукачево Закарпатской области.

## История
Время основания монастыря неизвестно. Согласно устному преданию и предисловию к Мукачевской хронике, монастырь был основан в XI веке. Документальные свидетельства о существовании монастыря относятся к XIV веку. Как свидетельствует Мукачевская летопись, князь Фёдор Корятович прибыл с Подолии в Угорскую Русь в лето 1339 года на службу к венгерскому королю Каролю I, который отдал ему во владение Мукачевскую доминию. 
На Чернечьей горе на берегу реки Латорицы князь Фёдор Корятович построил деревянную церковь и небольшой корпус для монахов и дал монастырю 8 марта 1360 года грамоту, в которой закрепил за монастырём две деревни — Лавки и Бобовище вместе со всеми повинностями, а также десятую часть виноградника с гор Иван и Лемчовка и некоторые повинности с села Оросвигова и Мукачевского замка Паланок (однако, по мнению славяноведа А. Л. Петрова, эта грамота — фальсификат, хотя и очень старинный). Первым игуменом, который упоминается в исторических документах, был Лука. С 1491 года монастырь стал резиденцией закарпатских православных владык, которые объединили всё Закарпатье в Мукачевской епархии.
Во время войны между австрийскими Габсбургами и трансильванскими князьями в 1537 году Мукачевский монастырь был разрушен, тогда и погибла большая часть монастырских документов и архивов. Восстановление монастыря проходило в 1538—1550 годах при епископе Василии I и при помощи австрийского императора Фердинанда I.
Монастырь был резиденцией православного, а потом и грекокатолического епископа, в нём велась хронология, переписывались богослужебные и поучительные книги. Монастырская школа сыграла важную роль в культурно-религиозной жизни Закарпатья.
В 1646 году на Закарпатье, несмотря на сопротивление духовенства и мирян, была принята уния с римской церковью (Ужгородская уния). Это решение было принято в Ужгородском замке, где собрались 63 священника, при том что духовенство Мукачевской епархии насчитывало 600 человек. Уния была принята с целью сохранить традиции церкви византийского обряда (православный), так как имелись случаи насильственной смены обряда и введение мадьярского (венгерского) языка в церкви. Формально греко-католики (униаты) подчинялись Риму, но службу правили по православному обычаю.
В период принятия унии православным епископом был Иоаникий (Зейкан, умер в 1684 году), который несколько раз изгонялся вместе с монахами из Мукачевского монастыря сторонниками унии. Во времена епископа Иоаникия, в 1661 году в Мукачевском монастыре был построен первый каменный храм, каменная ротонда (архитектор С. Пьяменс) на средства молдавского воеводы Константина Басараба. В 1664 году трансильванская княгиня, католичка София Батори окончательно изгнала епископа Иоаникия и передала монастырь грекокатолическому епископу Петру (Парфению). Епископ Иоаникий поселился в Имстичеве, где построил новый монастырь.
С 1664 и до 1946 года монастырь находился в ведении католического монашеского ордена василиан. Настоящий каменный монастырь построен в 1766—1772 годах (архитектор Дмитрий Рац), а Свято-Николаевская церковь в 1798—1804 годах. В 1862 году в монастыре произошёл крупный пожар, последствия которого устранили до 1865 года. В 1920-х годах работу монастыря реорганизовали монахи-василиане из Галиции. При монастыре сохранялись ценная библиотека (свыше 6000 редких книг и рукописей) и архив.
Весной 1947 года Мукачевский монастырь был передан советской властью Русской православной церкви (Московский патриархат) и стал женской обителью. В него перевели часть сестёр из монастыря Рождества Пресвятой Богородицы в селе Липча. Монастырскую библиотеку и архив передали в университетскую государственную библиотеку в Ужгороде и в областной архив Закарпатья. Первой настоятельницей монастыря была игумения Параскева (Прокоп, умерла в 1967 году), в схиме Нина. При закрытии в 1961 году монастыря в селе Липча его сёстры переселились в Мукачево. Около пятидесяти лет духовником Мукачевского монастыря был архимандрит Василий (Пронин). В 2000-х годах в монастыре проживали около 80 монахинь. Управляла монастырём игумения Епистимия (Щербан), духовник монастыря с 1997 года — Феодор (Мамасуев) (с 2007 года — епископ Мукачевский и Ужгородский).
В монастыре хранятся иконы Божией Матери: особо чтимая Киккская (Скоропослушница), Иверская, привезённая с горы Афон, и рака с частью мощей преподобного Моисея Угрина, а также имеется множество частиц мощей других угодников Божиих.
3 апреля 2019 года избрана новая игумения — Илария (Сичка).

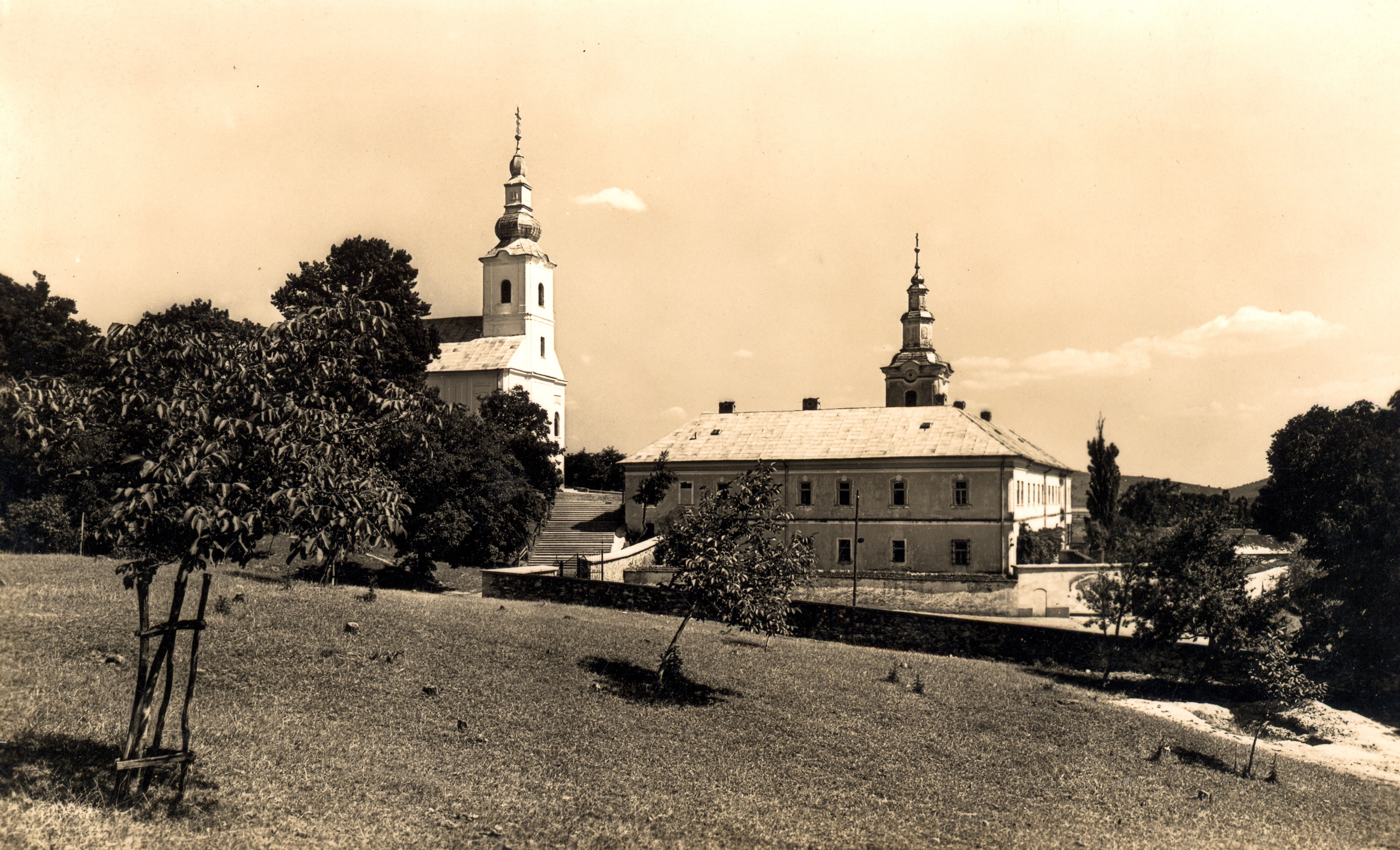
Свято-Николаевский монастырь, 1938 год
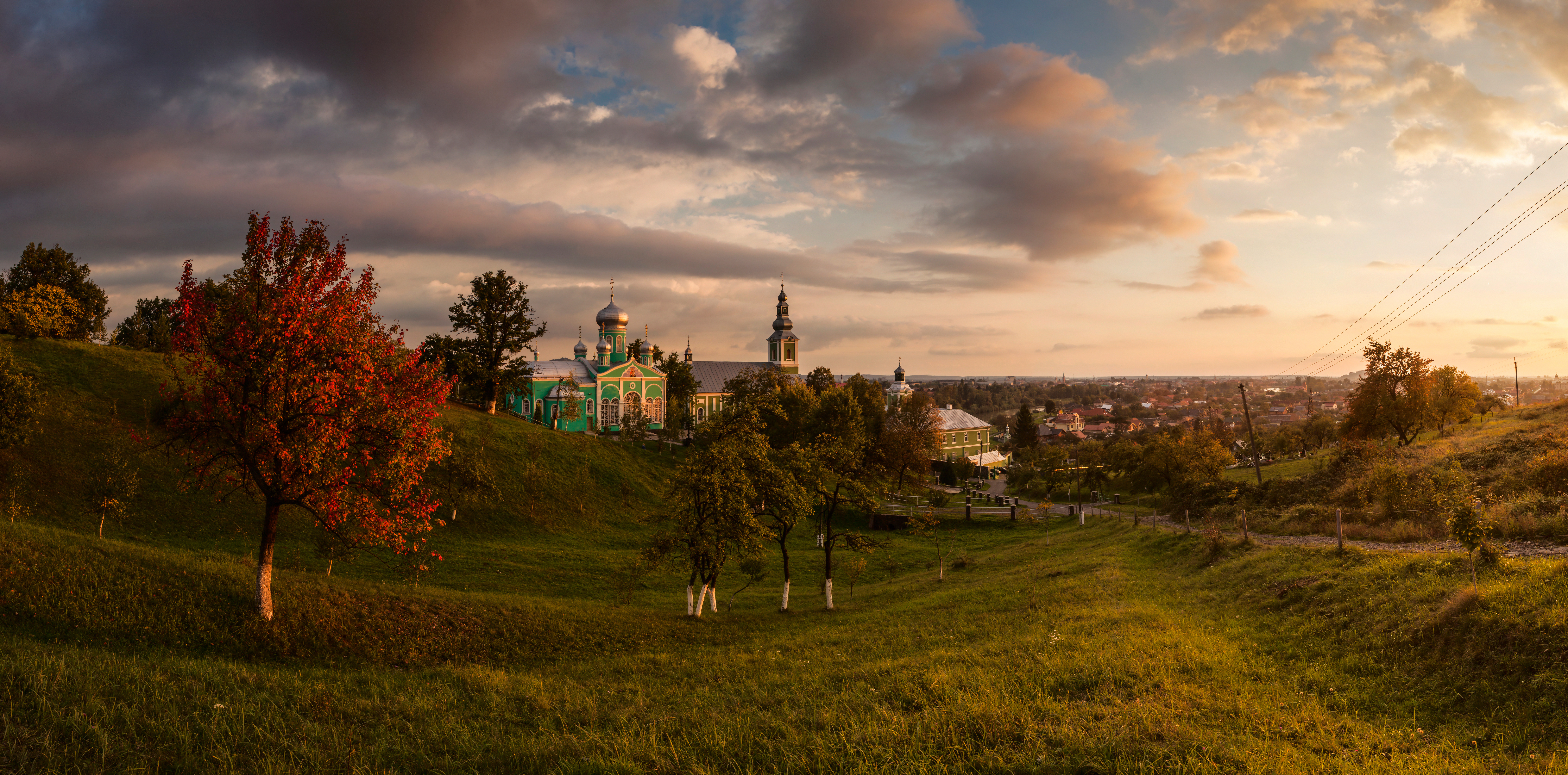
Вид на Свято-Николаевский монастырь
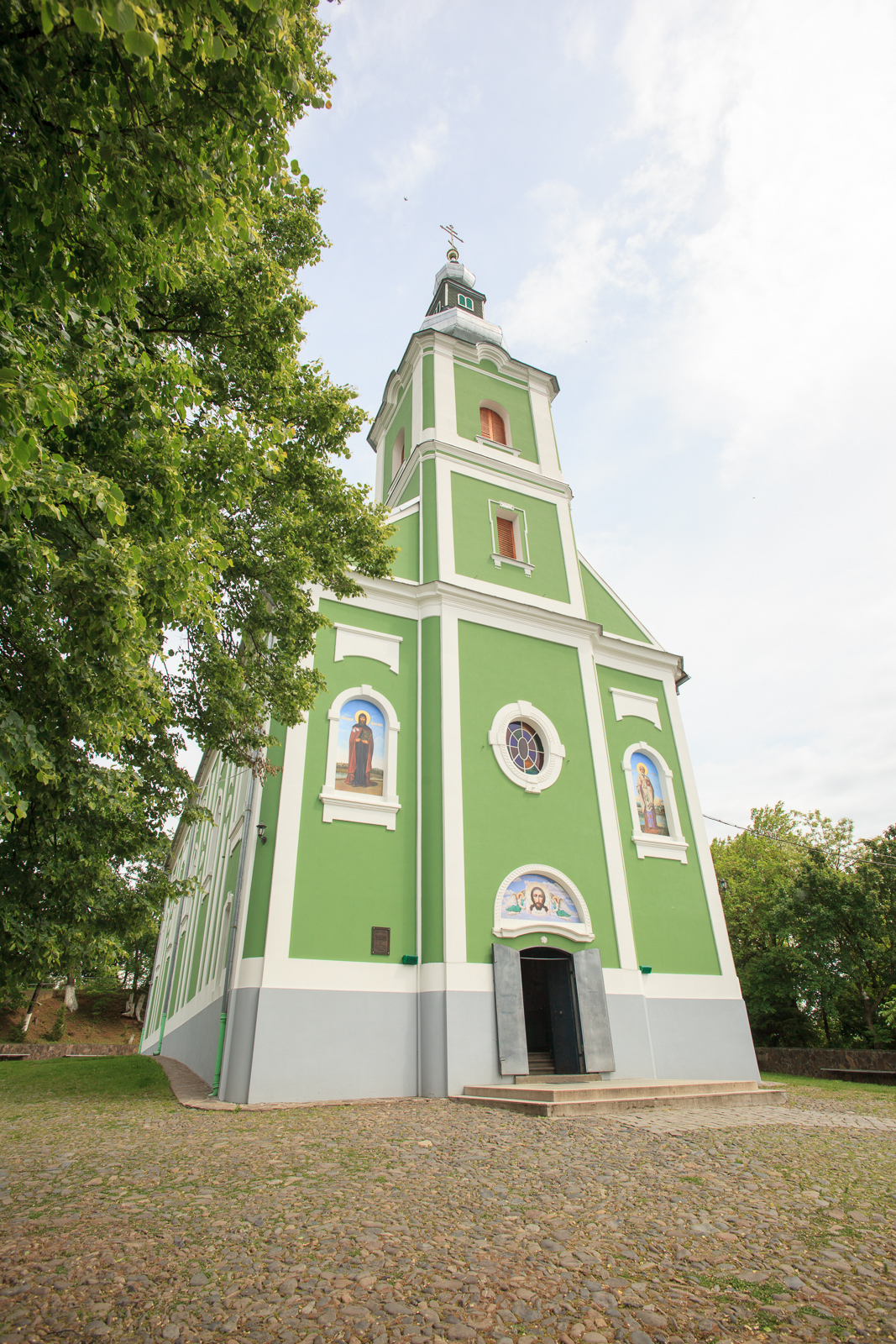
Свято-Николаевский храм
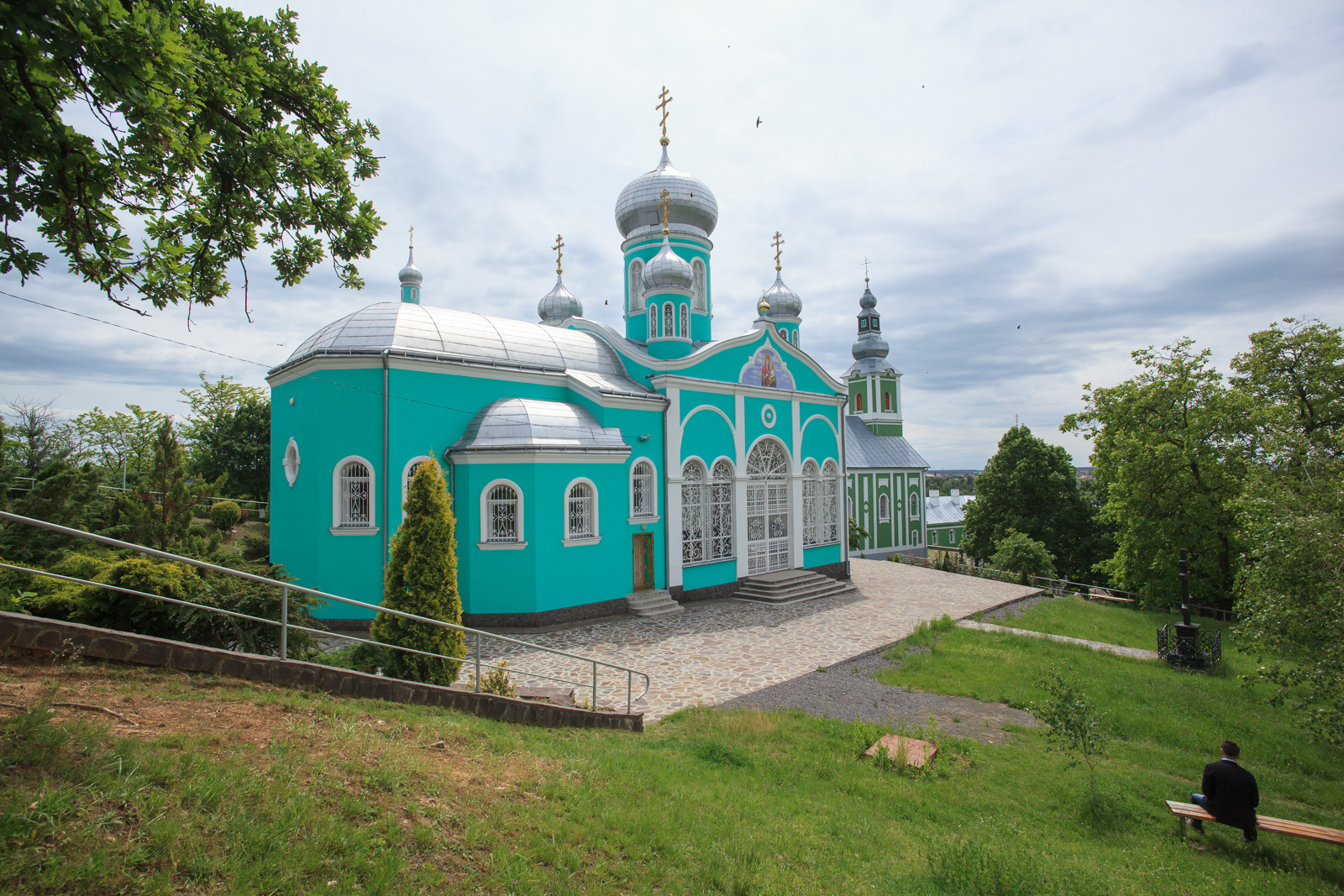
Свято-Успенский храм